# Werner von Seydlitz-Gerstenberg

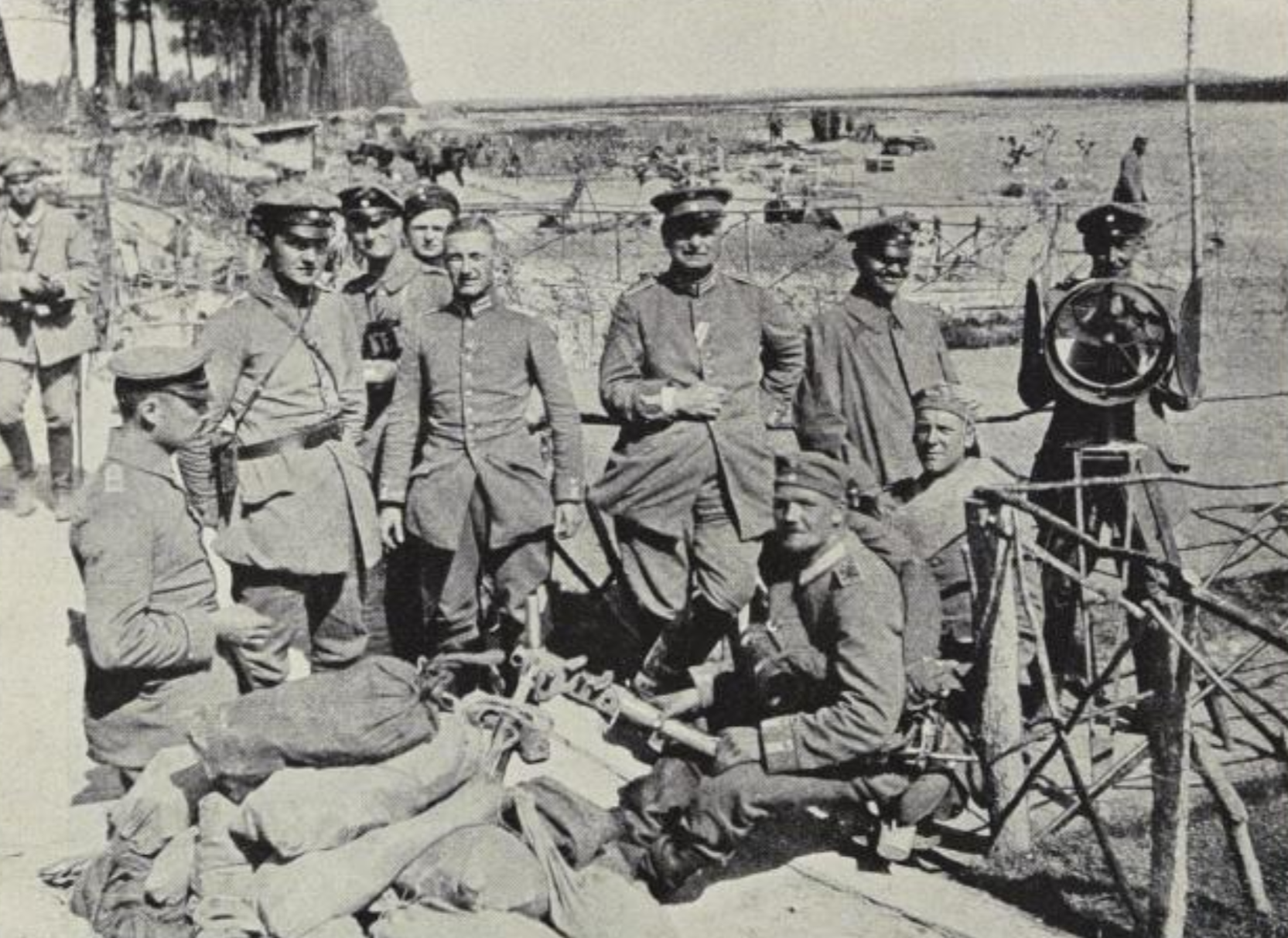
Werner von Seydlitz-Gerstenberg mit zahlreichen seiner Offiziere im Mai 1915

Werner Friedrich von Seydlitz-Gerstenberg (* 19. August 1863 in Schneeberg; † 6. November 1940 in Dresden) war ein sächsischer Generalmajor.

## Leben
Werner von Seydlitz-Gerstenberg war Sohn des Generalmajors Friedrich von Seydlitz-Gerstenberg und besuchte zunächst von 1875 bis 1878 das Königliche Gymnasium zu Dresden-Neustadt. Er wechselte nachfolgend als Kadett in den sächsischen Kadettenkorps und wurde am 26. Oktober 1883 zum Fähnrich im Grenadier-Regiment „Kaiser Wilhelm, König von Preußen“ (2. Königlich Sächsisches) Nr. 101 ernannt. Am 20. September 1884 avancierte er zum Leutnant und durchlief in den weiteren Jahren eine gewöhnliche Militärlaufbahn im Regiment, wobei er am 27. März 1892 zum Oberleutnant und am 24. November 1897 zum Hauptmann und Kompaniechef befördert wurde. Nach knapp 10 Jahren in dieser Position avancierte er am 21. Mai 1907 zum Major und etatsmäßigen Stabsoffizier beim Regiment. Am 23. September 1908 wurde er dem Regiment aggregiert und am 22. Mai 1909 zum Bataillonskommandeur im 13. Königlich Sächsischen Infanterie-Regiment Nr. 178 ernannt. Nach mehreren Jahren in dieser Eigenschaft wurde er 1913 zum Kommandeur des sächsischen Kadettenkorps ernannt und in dieser Position am 19. März 1913 zum Oberstleutnant befördert.
Nach Ausbruch des Ersten Weltkrieges stellte Oberstleutnant von Seydlitz-Gerstenberg das Grenadier-Landwehr-Regiment Nr. 100 in Dresden auf, welches er als erster Regimentskommandeur an die Westfront führte. Im Januar 1915 wurde er zum Oberst befördert. Am 10. April 1915 wurde er Regimentskommandeur seines alten Regiments, dem Grenadier-Regiment Nr. 101. Im April wurde auch mit dem bayerischen Militär-Verdienst-Orden III. Klasse mit Krone und Schwertern ausgezeichnet. Im Juni desselben Jahres wurde er zum Ehrenritter des Johanniterordens geschlagen. In den Septembertagen konnte er sich mit seinem Regiment bei Berry-au-Bac auszeichnen und zahlreiche Angriffsversuche des Feindes abwehren. Er wurde dafür am 23. November 1915 mit dem Ritterkreuz des Militär-St.-Heinrichs-Ordens ausgezeichnet. Am 7. April 1916 wurde er mit dem Offizierskreuz mit Schwertern des Albrechtsordens ausgezeichnet. Er wurde nachfolgend mit seinem Regiment in der Schlacht an der Somme eingesetzt, wo sein Regiment am 3. September 1916 den Abschnitt westlich Chaunes einnahm. Am folgenden Tage musste sich gegenüber einem Gegenangriff bewähren, wobei sein Regiment den Abschnitt halten konnte. Anfang Oktober übernahm es auch den schwierigen Abschnitt nördlich Chaulnes, wobei nach französischem Artilleriefeuer am 10. Oktober ein französischer Gegenangriff erfolgte, wobei er sich mit seinem Regiment deutlich zurückziehen musste und die Franzose bis in den Kulissenwald vordringen konnten. Aus eigenem Entschluss ordnete er die Rückeroberung des Waldabschnittes an, wobei sein Regiment deutlich Verluste erlitt, aber in seinem Ziel erfolgreich sein konnte. Er wurde dafür am 6. Dezember 1916 mit dem Kommandeurkreuz II. Klasse des Militär-St.-Heinrichs-Ordens ausgezeichnet. Er wurde bis März 1917 zum letzten Brigadekommandeur der sächsischen Grenadier-Brigade (45. Infanterie-Brigade) ernannt und nach den blutigen Kämpfen an der Avre im April 1918 zum Generalmajor befördert. Nach Kriegsende übernahm er zunächst noch die Aufgaben eines Inspekteurs des MG-Wesens und schied dann im September 1919 aus dem aktiven Heeresdienst aus.

## Werke
- Zur Erinnerung an die 250jährige Gründung der Sächsischen Grenadier-Brigade. Meinhold, 1920 (mit Georg O’Byrn, von Zeschau und Walther Jungnickel) (Digitalisat)